# 2009年性罪行（蘇格蘭）法令
《2009年性罪行（蘇格蘭）法令》（英語：Sexual Offences (Scotland) Act 2009）是蘇格蘭議會的法令之一，該法令改革了有關性罪行的法典，在英格蘭和威爾斯的對應法律為《2003年性罪行法令》。

## 背景
蘇格蘭法律委員會在2004年起，以政府當局提供的參考資料，檢討當時有關強姦及其他性罪行的法律，並撰寫報告，包括有關罪行所需證據的要求，及改革有關法律的建議，該報告書於2007年12月完成。政府承諾會根據法委會建議推動立法。在未有本法令前，蘇格蘭僅有很少有關性罪行的法律，現行法律不少均以普通法定義，因此亦產生了問題。
2008年6月17日，政府把有關法案提交予議會，法案於2009年6月10日通過，法令於2010年12月1日起實施（除第52條及53(2)條外）。
該法令重新介定何謂「同意」，指出「同意」必須自由地進行方能成立，法令亦指出多種受害人無法表示「同意」的情況，包括因飲酒導致神智不清，在此情況下與此等人士進行性行為即屬犯罪。政府發言人表示，該法令提供了清晰的法律框架，反映了現代社會的價值。

## 強姦罪行
該法令第一部份介定構成強姦罪行的條件，是蘇格蘭法律中首條定義強姦罪行的條文，在未有本法令前，強姦罪行沿用普通法定義，即一名男性在未經一名女性同意下，以陽具插入陰道，新法令加入了男性強姦受害人的條文。
強姦罪行定義為：

強姦
(1)如某人（A）
(a)未經另一人（B）的同意，及
(b)並非合理地相信另一人（B）同意
以自己的陽具，對另一人（B）的陰道、肛門或口腔作任何程度的插入，而他是故意這樣做或罔顧是否會有插入，該人（A）即屬犯一項稱為強姦的罪行。

## 法令下的其他罪行
除強姦外，該法令第一部份亦定義以下的罪行：
- 性侵犯
- 性脅迫
- 在進行涉及性的行為期間脅迫某人在場
- 脅迫某人觀看性圖像
- 以猥褻方式通訊 - 包括某人在另一人不願意的情況下，向另一人傳送明確的性文字訊息
- 性暴露 - 包括為性目的而向另一人暴露自己的生殖器官
- 偷窺 - 包括透過操作器材，錄製或觀看另一人的生殖器官、臀部或內衣，或另一人的進行私密活動過程，如更換衣服、如廁、洗澡或進行性行為
- 為性目的而施用物質

## 外部連結
- 《2009年性罪行(蘇格蘭)法令》現行條文（页面存档备份，存于）